# És la Gran Carabassa, Charlie Brown
És la Gran Carabassa, Charlie Brown és una pel·lícula de dibuixos animats per a la televisió de l'any 1966. És basada en les tires de còmic Penauts de Charles M. Schulz.
Aquest especial per a halloween fou el tercer (i el segon amb un tema especial per festes, després de Bon Nadal Charlie Brown) que va produir i animar Bill Melendez. La música específica per a la pel·lícula la va compondre el pianista de jazz, Vince Guaraldi, i inclou la cançó “Linus and Lucy”. També fou el primer especial per festes de la sèrie que en la versió original en anglès feia servir el patró d'una frase curta seguida de "Charlie Brown", un patró que es repetirà en gairebé totes les compilacions especials de Penauts següents.
L'emissió inicial va ser el 27 d'octubre de 1966, a la CBS, abans de My three sons. Els patrocinadors originals eren Coca-Cola, que va patrocinar el Bon Nadal Charlie Brown, i la marca Dolly Madison de menjar cuit, la qual acabaria essent el patrocinador a llarg termini dels especials Peanuts de la CBS. La CBS reemet l'especial anualment d'ençà de l'any 2000. La cadena ABC en comprà els drets a l'inici del 2001 i emet anualment el xou durant el Halloween de 2006 fins a 2019. Normalment ABC emet l'especial dues vegades l'any, un cop amb mitja part, amb una hora i mitja de programa i una vegada tot sencer (completat amb una versió curta del 1972 de l'especial No ets l'elegit, Charlie Brown). A l'inici del 2020 Apple TV+ esdevindrà el canal exclusiu de tots els episodis especials de Peanuts. L'especial també s'emet al Family Channel del Canadà d'ençà del 2018.
El programa va ser nominat per a un premi Emmy el 1966. Ha estat distribuït com a vídeo en format Home Video incloent-hi una edició remasteritzada Deluxe de l'especial que va fer la Warner. Això fou el 2 de setembre de 2008, i incloïa l'afegit És Màgic, Charlie Brown que va publicar-se el 1981. Per celebrar el 40è aniversari, es va publicar un llibre retrospectiu l'any 2006. És la gran carabassa, Charlie Brown: com es va fer el clàssic televisiu inclou el guió sencer, fotografies que mai s'havien publicat, el guió il·lustrat i entrevistes amb els actors originals que van fer les veus de la colla dels Peanuts.
La història del programa i les diverses interpretacions religioses de la creença sincera que té en Linus en la gran carabassa s'explica en el llibre de l'any 2015 A Charlie Brown religion.

## Trama
En plena tardor, la colla dels Peanuts es prepara per al Halloween. En Linus i na Lucy se'n van al camp de carabasses del rodal per trobar una carabassa. La Lucy tria la més grossa que troba i fa que en Linus la dugui fins a casa. En Linus s'entristeix quan s'adona que la Lucy vol matar la carabassa per fer-ne un fanalet.
Després dels títols d'obertura de la pel·lícula es veu com l'Snoopy ajuda en Charlie Brown a fer una pila de fulles seques. En Linus salta sobre la pila i porta una piruleta força grossa, les fulles s'enganxen a la piruleta i a la seva cara. Llavors la Lucy convenç en Charlie perquè xuti una pilota de futbol i passa el que acostuma a passar.
Linus escriu la carta anual a la Gran Carabassa, malgrat que en Charlie Brown no hi creu, l'Snoopy se'n riu, la Patty garanteix que la Gran Carabassa és un engany i fins i tot la seva germana, la Lucy, en dubta. Només la Sally, la germana petita Charlie Brown, s'està amb en Linus i li dona suport. La Lucy segueix en Linus mentre surt a enviar la carta. En Charlie Brown apareix per anunciar que l'han convidat a una festa de Halloween que fa la Violeta. Ni en Charlie Brown ni la Lucy poden creure's que els hagin convidat: mentre balla content d'alegria en Charlie veu que s'equivoca.
La nit de Halloween, la colla van disfressats per les cases fent el ritual de paga o plora. La majoria van vestits de fantasmes amb llençols blancs; en Charlie Brown ha tingut un problema amb les tisores i li ha quedat el vestit ple de forats. El núvol de pols que acompanya en Piggy fa que sigui fàcil d'identificar-lo. La Lucy es vesteix de bruixa i diu que és perquè reflecteix el contrari de la seva personalitat. Mentre fan camí paren al camp de carabasses per mofar-se d'en Linus que com de costum desapareix els dies de celebració. Palplantat, en Linus està convençut que la Gran Carabassa vindrà al tros i persuadeix la Sally, que està enamorada d'ell, perquè deixi el 'paga o plora' i es quedi allà.
Durant els 'paga o plora' els nens aconsegueixen regals (excepte en Charlie Brown, que només aconsegueix pedres). Després d'anar una altra vegada al camp de carabasses a mofar-se d'en Linus i la Sally, la colla va a la festa de la Violet. La Violet i la Lucy demanen a en Charlie si el poden fer servir de model i ell ho accepta content, però li cau l'ànima als peus quan sap que volen fer servir el seu caparrot calb per a fer fanalets de carabassa. Mentrestant l'Snoopy, que va vestit amb l'uniforme de l'exèrcit de l'aire de la primera Guerra Mundial puja a la teulada de la seva caseta imaginant que és en un caça Sopwith. Després d'una lluita feroç però perdent la batalla amb el Baró Roig, l'Snoopy guia com pot el caça a través del cel per arribar a xocar contra la festa de Halloween. Llavors, mentre birla una poma d'un barril fa un petó sense voler a la Lucy quan ella també agafa una poma, cosa que li fa molt de fàstic, per això l'envia a passeig. Llavors s'entreté amb l'Schroeder que toca tonades de la primera Guerra Mundial al piano, encara que les cançons tristes el fan plorar. Avergonyit, l'Snoopy se'n va.
En Linus i na Sally encara són al camp de carabasses. És llavors quan en Linus veu una ombra misteriosa (que és l'Snoopy) a la llum de la lluna. Es pensa que és l'arribada de la Gran Carabassa i s'esvaneix. Quan en Linus es desperta, la Sally li crida emprenyada per haver-li fet perdre les festes de Halloween quan en Charlie Brown i els altres arriben a recollir-los. Mentre se'n van, en Linus, que encara està convençut que la Gran Carabassa apareixerà, promet que farà bondat "per si apareix". Llavors en Linus pateix perquè ha dit "per si" en comptes de "quan aparegui". Cap a les quatre de la matinada na Lucy s'adona que en Linus no és al seu llit. Troba el seu germà al camp de carabasses tapat amb la manta, tremolant i mig adormit. El du a casa, li trau les sabates i el posa al llit.
L'endemà en Charlie Brown i en Linus reflexionen sobre la nit anterior. En Charlie prova de consolar en Linus dient-li que ell també ha fet rucades en la seva vida. En Linus li jura que la Gran Carabassa tornarà l'any vinent i en Charlie se l'escolta molest mentre en Linus treu la seva ràbia. Llavors la pel·lícula s'acaba.

## Actors de veu
- Peter Robbins fa de Charlie Brown
- Christopher Shea fa de Linus van Pelt
- Kathy Steinberg fa de Sally Brown
- Bill Melendez fa d'Snoopy
- Sally Dryer fa de Lucy van Pelt
- Gai DeFaria fa de "Pig-Pen"
- Glenn Mendelson fa de Schroeder/Shermy
- Ann Altieri fa de Violeta/Frieda
- Lisa DeFaria fa de Patty

## Resposta dels espectadors
Schulz volia que en Charlie Brown aconseguís una pedra en una casa. Melendez va suggerir això passés només tres vegades i el productor executiu Lee Mendelson va dir que no, però no li varen fer cas. Segons Schulz en el llibre i en la retrospectiva de televisió Bon aniversari, Charlie Brown, després de l'emissió del primer programa, les bosses i les caixes de caramels de Halloween van fer-se populars a tot el món "només per Charlie Brown."

## Opinions
El productor executiu Lee Mendelson va dir a The Washington Post que la seqüència de l'Snoopy volant amb la seva caseta era "una de les escenes animades més memorables que s'havien fet mai". També diu que de tots els especials de televisió de Peanuts, És la Gran Carabassa, Charlie Brown és l'obra mestra d'animació de Bill Melendez."

## Producció

### Patrocinadors
Com Bon Nadal, Charlie Brown i Charlie Brown's All Star Specials, És la Gran Carabassa va patrocinar-lo Coca-Cola i la marca Dolly Madison Cakes. Aquests patrocinadors van substituir-se en posteriors emissions i eliminats en les produccions en VHS/DVD.

### Música
La música la va interpretar el sextet de Vince Guaraldi, en Guaraldi al piano, en Monty Budwig al baix, en Colin Bailey als timbals, en John Gris a la guitarra, en Ronald Lang al vents i l'Emmanuel Klein a la trompeta. Fou orquestrada per en John Scott Trotter, i arranjada per en Guaraldi i Robert G. Hartley. Tota la música va enregistrar-se el 4 d'octubre de 1966, a l'estudi del carrer Desilu Gower de Hollywood.
La tonada dels Peanuts "Linus i Lucy", es fa servir al començament, mentre en Linus i la Lucy preparen una carabassa per a transformar-la en fanalet; quan en Linus envia la carta a la Gran Carabassa, i quan la Lucy es lleva a les quatre de la matinada per dur en Linus al llit. La composició d'en Guaraldi per l'especial, el "Great Pumpkin Waltz," se sent per primer cop quan en Linus escriu a la Gran Carabassa i quan juga pertot arreu. Les altres cançons que va compondre en Guaraldi per aquest especial són "Breathless", "Graveyard Theme", "Trick or Treat", "The red Baron", i "Fanfare". Les cançons de la Primera Guerra Mundial que toca Schroeder mentre l'Snoopy balla són: "It's a long way to Tipperary", "There's a long, long trail", "Pack up your troubles in your old kit-bag", i "Roses of Picardy."
El segell Craft recordings publicar en obert l'àlbum complet de la banda sonora de l'especial el 12 d'octubre del 2018. Anteriorment, només s'havia publicat el "Great Pumpkin Waltz" en la recopilació pòstuma de 1998, Charlie Brown's Holiday Hits, així com la versió de Guaraldi que va publicar la Warner Bros, Oh Good Grief!.

## Altres formats
L'especial va fer-se a la RCA SelectaVision en format CED el 1982 juntament amb els especials You're not elected, Charlie Brown; It was a short summer, Charlie Brown; i A Charlie Brown born thanksgiving. És la Gran Carabassa, Charlie Brown es va fer en format VHS per primera vegada per Media Home Entertainment el 1985 i per Hi-Tops Video l'any 1988 com a part de la Snoopy's Home Video Library. En aquesta versió es va editar l'escena del 'paga o plora' i es va limitar a només la primera casa. També es va treure la seqüència sencera de n'Schroeder tocant les cançons de la primera Guerra Mundial. La Paramount Home Video va publicar l'especial sencer en format VHS a l'agost del 1994 i fou rellançat a l'octubre dels anys 1996 i 1997. Es va publicar en format DVD el setembre del 2000 afegint-hi You're not elected, Charlie Brown.
Després que Warner Home Video hagués obtingut els drets d'emissió de la Charlie Brown library of TV specials, van publicar un format DVD nou que es deia "Remastered Deluxe Edition" el 2 de setembre de 2008. En aquest DVD, la pista afegida com a bonificació especial It's Magic, Charlie Brown (You are not elected, Charlie Brown va publicar-se en DVD al cap d'un any), i va incloure un nou historieta que es deia "We need a Blockbuster, Charlie Brown". Un pack Blu-ray/DVD es va publicar el 7 de setembre de 2011, amb les mateixes característiques que el DVD de la Warner. El 10 d'octubre del 2017 es va publicar en format 4K UHD.